# Robert Rice Reynolds

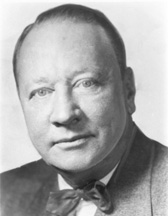
Robert Rice Reynolds

Robert Rice Reynolds (* 18. Juni 1884 in Asheville, North Carolina; † 13. Februar 1963 ebenda) war ein US-amerikanischer Politiker. Reynolds, Mitglied der Demokratischen Partei, vertrat seinen Heimatbundesstaat North Carolina im Senat der Vereinigten Staaten.

## Leben

### Frühes Leben
Robert Rice Reynolds wurde als jüngster von zwei Söhnen von William Taswell und dessen Ehefrau Mamie Elizabeth Reynolds in Asheville (North Carolina) geboren. Nach seinem Schulabschluss am College in Weaverville schrieb er sich an der University of North Carolina at Chapel Hill ein, an der er Rechtswissenschaften studierte. Während seiner Zeit an der Universität schrieb er für die Schülerzeitung, wurde aber auch ins Football-Team der Fakultät aufgenommen. Reynolds brach aus nicht bekannten Gründen, ohne einen Universitätsabschluss zu besitzen, das Studium ab. Später holte er über ein Fernstudium die nötigen Kurse nach und erhielt 1907 die Anwaltszulassung im Staat North Carolina.
Nach drei Jahren, in denen er von 1907 bis 1910 als Anwalt in seiner Heimatstadt Asheville praktiziert hatte, wurde er im Jahr 1910 zum Generalstaatsanwalt des 15. Jurisdiktionsbezirks von North Carolina ernannt, dem er bis 1914 vorstand. Während des Ersten Weltkriegs wurde Reynolds zwar zum Militärdienst verpflichtet, war aber nicht in aktive Kampfhandlungen involviert. Kurzzeitig diente er in der Nationalgarde.

### Politischer Werdegang
In den 1920er Jahren kandidierte Reynolds für zwei hohe Wahlämter. 1924 strebte er das Amt des Vizegouverneurs von North Carolina an und zwei Jahre später, 1926, gab er seine Absicht bekannt, für das Amt des US-Senators von North Carolina kandidieren zu wollen. Beide Male musste er jedoch bereits in den parteiinternen Vorwahlen eine Wahlniederlage hinnehmen. Sechs Jahre später, 1932, am Höhepunkt der Great Depression, nahm er einen zweiten Anlauf, wurde vom Parteivorstand als Spitzenkandidat für das Amt des Senators bestätigt und konnte mit 65,4 Prozentpunkten an Wählerstimmen das bis heute höchste Wahlergebnis eines Politikers in der Geschichte North Carolinas erfahren. Reynolds trat am 8. November 1932 die Nachfolge von US-Senator Cameron A. Morrison an.
Während seiner ersten Amtszeit gründete Reynolds das Civilian Conservation Corps (CCC), das dafür sorgte, tausenden von arbeitslosen Einwohnern North Carolinas Arbeit und Brot zu geben. In dieser Zeit entstanden der Great Smoky Mountains National Park sowie der Blue Ridge Parkway. Auch machte er sich für zahlreiche andere sozialpolitische Programme im Südosten der USA stark, wobei er sich von einem Anhänger des New Deal von US-Präsident Franklin D. Roosevelt zu einem Verfechter einer unternehmerfreundlicheren Politik wandelte, in der weniger der Staat, sondern mehr Einzelunternehmen das wirtschaftliche Rückgrat der Gesellschaft sein sollten.
Reynolds, ein Gegner des Kommunismus, trat auch für eine verschärfte Einwanderungspolitik auf, und vertrat die Auffassung, straffällig gewordene Zuwanderer rigoros in ihre Heimatländer abzuschieben. 1936 kam so der Reynolds-Starnes Bill zur Ratifizierung, in der Staatsausgaben für Zuwanderer um 90 Prozentpunkte gekürzt wurden. Auch trat Reynolds für eine Aufrüstung der US-amerikanischen Streitkräfte ein und war ein Gegner der von Roosevelt forcierten Neutralitätspolitik der USA zu Beginn des Zweiten Weltkriegs.
Auf Grund der sehr radikalen Ansichten Reynolds und seiner umstrittenen Meinung, Adolf Hitler und Deutschland würde für die USA keine Gefahr bedeuten, wurde er von vielen Gegnern oft als Befürworter der Nazipolitik und als Antisemit beschimpft. Vor allem die Vindicators Association, eine konservative, isolationistische und in Ansätzen auch antisemitischen Vereinigung, die er im Januar 1939 gründete, gab seinen Gegnern Recht. Auch wurden Reynolds Kontakte mit dem NS-Propagandisten George Sylvester Viereck und dem Leiter des Amerikadeutschen Bundes, Fritz Julius Kuhn, nachgesagt. Nur bedingt konnte Reynolds die Meinung seiner Gegner über ihn entkräften, indem er sich dafür einsetzte, kommunistische und rechte Parteien und Gruppierungen in den USA zu verbieten. Die Vindicators Association hatte nur bis zum Dezember 1941 Bestand. Nach dem Angriff auf Pearl Harbor votierte auch Reynolds für eine Kriegserklärung der Vereinigten Staaten gegen die Achsenmächte.

### Spätes Leben und Tod
1944 verzichtete Reynolds auf eine erneute Kandidatur für das Amt des US-Senators. 1945, kurz nach dem Ende des Krieges gründete er die American Nationalist Party, eine neo-isolationistische und antikommunistische Partei, die jedoch nur von kurzer Dauer war und bereits im selben Jahr aufgelöst wurde.
Nachdem er nach seinem Ausscheiden aus dem Senat für kurze Zeit in Maryland, einem Vorort von Washington, D.C. gelebt hatte, zog Reynolds zurück nach Asheville, wo er im Februar 1963, im Alter von 78 Jahren, starb.

### Privatleben
Robert Rice Reynolds war insgesamt fünfmal verheiratet. Am 20. Januar 1909 trat er mit Frances Jackson aus Kentucky vor den Traualtar. Die beiden bekamen zwei Kinder, eine Tochter und einen Sohn. Frances Jackson starb jedoch viereinhalb Jahre nach der Hochzeit, am 17. Oktober 1913, an Typhus. Sie war zu diesem Zeitpunkt erst 24 Jahre alt. Robert Rice Reynolds junior, ihr Sohn, starb im Oktober 1950, im Alter von 37 Jahren, nach einem Verkehrsunfall.
Von Reynolds zweiter Ehe mit Mary Bland ist wenig bekannt. Aus der Verbindung ging eine gemeinsame Tochter hervor. Die Ehe wurde geschieden. Ebenso ging seine dritte Ehe mit der Kanadierin Denese D’Arcy in die Brüche.
Am 27. Februar 1931 heiratete Reynolds die Schauspielerin Eva Brady. Der Ehe war nur eine kurze Dauer vergönnt, da Brady am 13. Dezember 1934, im Alter von 30 Jahren, an einem Hirntumor starb.
1941 trat Reynolds zum fünften Mal in den Stand der Ehe. Mit seiner Frau Evalyn Washington McLean bekam er im Oktober 1942 sein viertes Kind, eine Tochter. 1946 beging Evalyn Washington McLean mit der Einnahme von Schlaftabletten aus nicht näher bekannten Gründen Suizid.
Danach hat Robert Rice Reynolds nicht erneut geheiratet.